# Chapelle Saint-Sauveur de Coadry
La chapelle Saint-Sauveur de Coadry est située sur la commune de Scaër, dans le département du Finistère. Elle est inscrite aux monuments historiques depuis le 17 mai 1933.

## Localisation
La chapelle est située au lieu-dit Coadry, à mi-chemin entre les bourgs de Scaër et Coray. Visible depuis la route départementale 50 reliant ces deux localités, elle se dresse au milieu de son enclos. Un vaste placître planté d'arbres l'entoure. Deux croix monolithiques se dressent en biais à proximité de la chapelle et de son enclos.

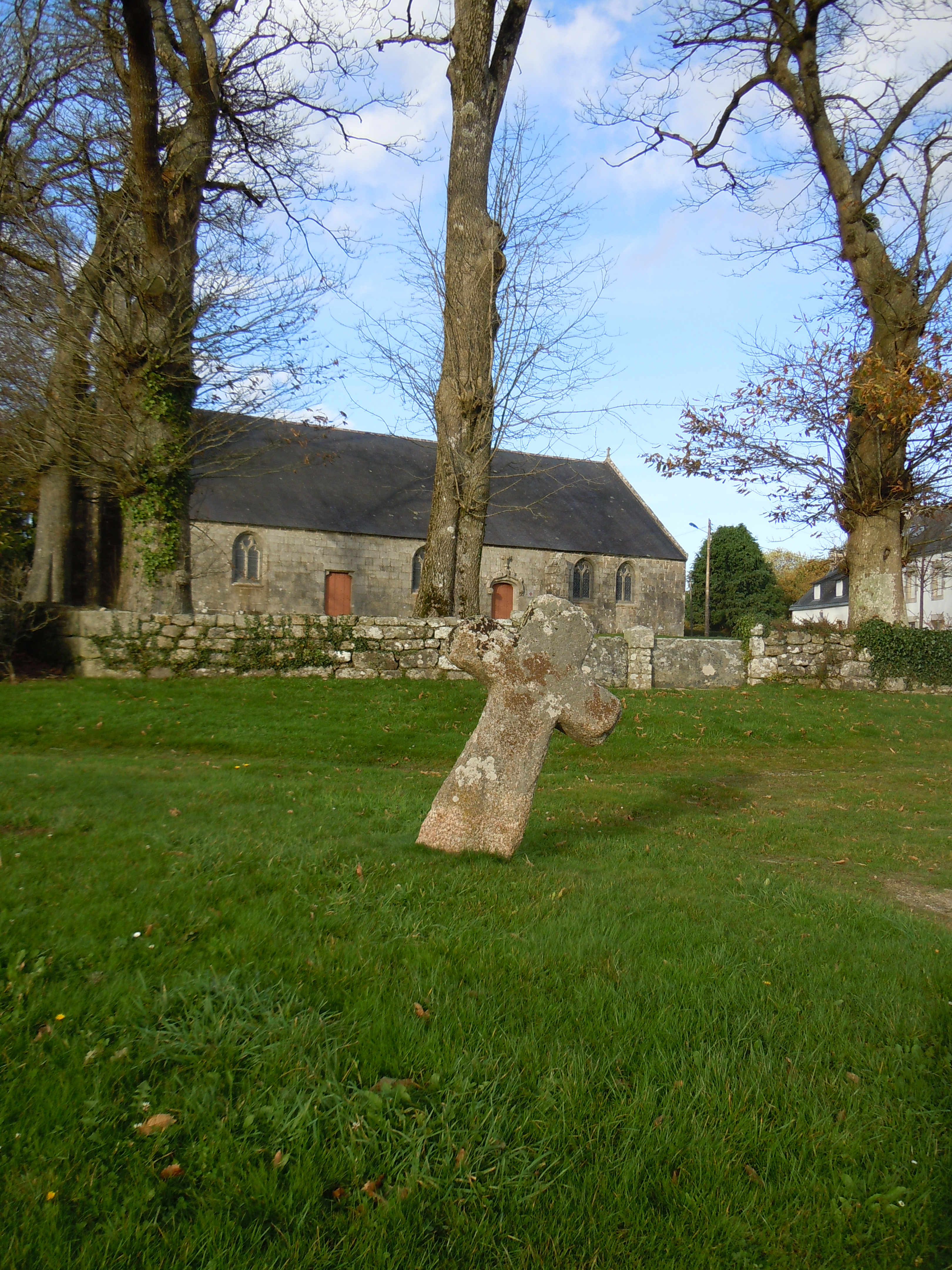
Croix monolithique avec en arrière-plan la chapelle et son enclos

## Histoire
La légende soutient qu'autour du Xe siècle, un temple païen existait à Coadry. Un seigneur local, le comte de Trévalot vit son château assiégé par un rival, le seigneur de Coatforn. Le comte, pieux chrétien, fit le vœu, en cas de victoire, de construire une chapelle. Après sa victoire, il fit atteler deux bœufs qui s'arrêtèrent d'eux-mêmes à proximité du temple païen en ruine, et c'est donc là que fut construite la chapelle Saint-Sauveur. À peine les ouvriers avaient-ils commencé à la construire que des miracles se produisirent : les ronces qui recouvraient le site disparurent d'elles-mêmes, une source jaillit, douée de vertus médicinales, et les pierres de Coadry apparurent. Au XIIe siècle, une disette survint et les pèlerins, qui étaient nombreux à fréquenter la chapelle, en furent rendus responsables ; la chapelle fut alors incendiée par la populace, mais la fumée de l'incendie dispersa les « pierres de croix » jusqu'à Coray. Deux siècles plus tard, la chapelle fut dédiée au Christ et les pèlerinages reprirent de plus belle ; les pauvres vendaient les « pierres de croix » aux pèlerins de passage. Les pierres de Coadry étaient des talismans sacrés censés protéger contre les naufrages, les chiens enragés, les maux des yeux, la folie.
Vers le milieu du XIIe siècle, la chapelle était probablement tributaire des Templiers et passa à la dissolution de cet ordre, sous la protection des Hospitaliers de Saint-Jean (dépendant de leur commanderie de La Feuillée), et le demeura jusqu'à la Révolution. Elle était autrefois un haut-lieu de pèlerinages et de dévotions. Sa nef date du XIe siècle tandis que le chœur date du XIVe siècle ou du début du XVe siècle. 
La toiture de la chapelle fut restaurée en 1947. En avril 1984 fut élu un comité des fêtes et de sauvegarde de la chapelle. Ce comité obtint rapidement de l'aide et du soutien des Beaux-Arts, du Conseil Général et de la commune pour entreprendre des travaux de restauration. Ceux-ci débutèrent en 1986.

## Architecture
La nef romane (XIe siècle) de quatre travées à trois vaisseaux couverte de charpente s’ouvre sur les bas-côtés par des arcs de plein cintre à simple rouleau retombant sur de larges piles rectangulaires à imposte simple. Elle est séparée du chœur par un arc diaphragme ogival, qui appartient  à la seconde campagne de construction (fin XVe siècle-début XVe siècle). Avec ses piliers octogonaux, ses arcades ogivales et ses fenêtres en arc brisé à remplages, elle est de style gothique. Elle contient un mobilier baroque.
Au sud de l'édifice, un placître, planté de châtaigniers et de frênes, abrite un grand calvaire, bâti à la fin du XIXe siècle, et deux croix archaïques taillées dans un granit à gros grains.

## Mobilier et ornements
La chapelle abrite une importante statuaire en pierre ou en bois polychrome. On dénombre pas moins de 26 statues. Toutes ces statues se rapportent au Christ ou à ses disciples : sainte Anne, saint Joachim, Notre-Dame-de-Kergornet, Christ couché, aux martyrs : saint Jean-Baptiste, saint Laurent, sainte Catherine, sainte Appoline,  aux bienfaiteurs : saint Roch, sainte Thérèse. Au plafond, les poutres sont décorées aux couleurs des familles bienfaitrices de la chapelle et de leurs alliances. Une série de fresques légendées en breton racontant la vie de Jésus décore le haut de la nef. Elle a été réalisée par le peintre Georges Alexandre Fischer à la fin du XIXe siècle. Sur une plaque apposée sur une pierre tombale située dans le chœur de la chapelle on peut lire l'inscription suivante : Ci gît haute et puissante dame de Coatener marquise de la Roche, comtesse de Gournoase, vicomtesse du Cubu, baronne de Laz, décédée en son château de Trévalot le 16 février 1646. Réparé par son arrière-petite-fille Mlle Tréouret de Kerstrat, 1858. Le château de Trévalot, aujourd'hui disparu, était situé dans le voisinage immédiat de la chapelle.
|                               |
| Vue d'ensemble de l'intérieur |

|                         |
| Le chœur et son retable |

|                      |
| Statue de saint Aler |

|                                  |
| La chapelle nord et sa statuaire |

|                                    |
| Détail d'une des poutres sablières |

|                 |
| Mise au tombeau |

## Les pardons de Coadry

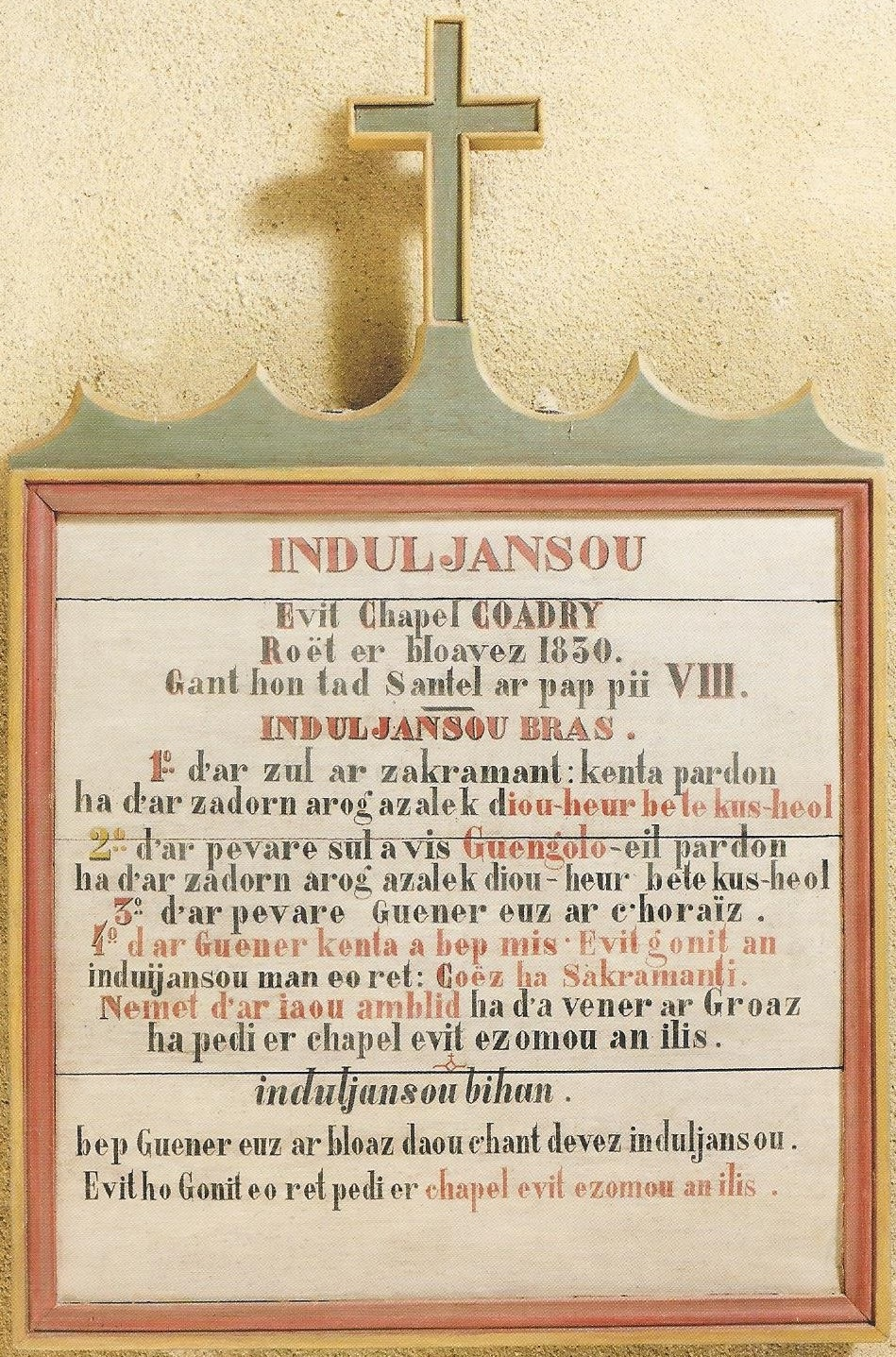
Tableau des indulgences accordées en 1830 par le pape Pie VIII aux fidèles venant prier à la chapelle de Coadry.

Au XIXe siècle le pardon du Saint-Sacrement avait lieu le dimanche du Saint-Sacrement (2e dimanche après la Pentecôte) et la veille de ce jour. Un second pardon était organisé le quatrième dimanche de septembre. C'était l'occasion pour les pèlerins de bénéficier d'indulgences plénières, accordées aussi par le pape Pie VIII à ceux qui venaient prier dans la chapelle le quatrième vendredi du carême ou chaque premier vendredi du mois, à condition de se confesser, de communier et de prier pour les besoins de l'Église ; des indulgences partielles étaient accordées à ceux qui venaient y prier les autres vendredis de l'année.